# Callan Mulvey
Callan Francis Mulvey (nascido em 24[carece de fontes?] de fevereiro de 1975) é um ator australiano. Ele é mais conhecido na Austrália por seus papéis como Mark Moran no drama australiano Underbelly e como Bogdan 'Draz' Drazic em Heartbreak High. Seus papéis nos Estados Unidos incluem Syllias em 300: Rise of an Empire , Jack Rollins em Captain America: The Winter Soldier (2014) e novamente Jack Rollins/Taskmaster em Black Widow (2021).

## Carreira
Em 2004 participou do filme australiano Thunderstruck (2004).
Em 2006 estreou em Home and Away como Johnny Cooper, ficou no papel até 2008.
Em 2007 participou de McLeod's Daughters'
Em 2012 estreou a minissérie sobre o submundo do crime Bikie Wars: Brothers in Arms como Mark Anthony "Snoddy" Spencer.
Em 2013 apareceu em Kathryn Bigelow's Zero Dark Thirty como Saber. Ele também estrelou The Turning, dirigido por Robert Connelly.
Em 2014 participou de 300: Rise of an Empire como Syllias.
Em 2014 participou de Captain America: The Winter Soldier como Jack Rollins.
Em 2014 estreou na comédia de humor negro Miss Meadows como Skylar. Após isso, ele, em seguida, estrelou como Jack Taylor em Kill Me Three Times junto com Sullivan Stapleton (com quem já trabalhou em 300: Rise of an Empire), Teresa Palmer, Simon Pegg, Alice Braga e Brian Brown.
Em abril de 2014, Mulvey foi escalado para um papel não especificado para Batman v Superman: Dawn of Justice.
A última produção confirmada com a aparição de Mulvey será novamente interpretando Jack Rollins/Taskmaster em Black Widow que estreará em 2021.

## Filmografia parcial

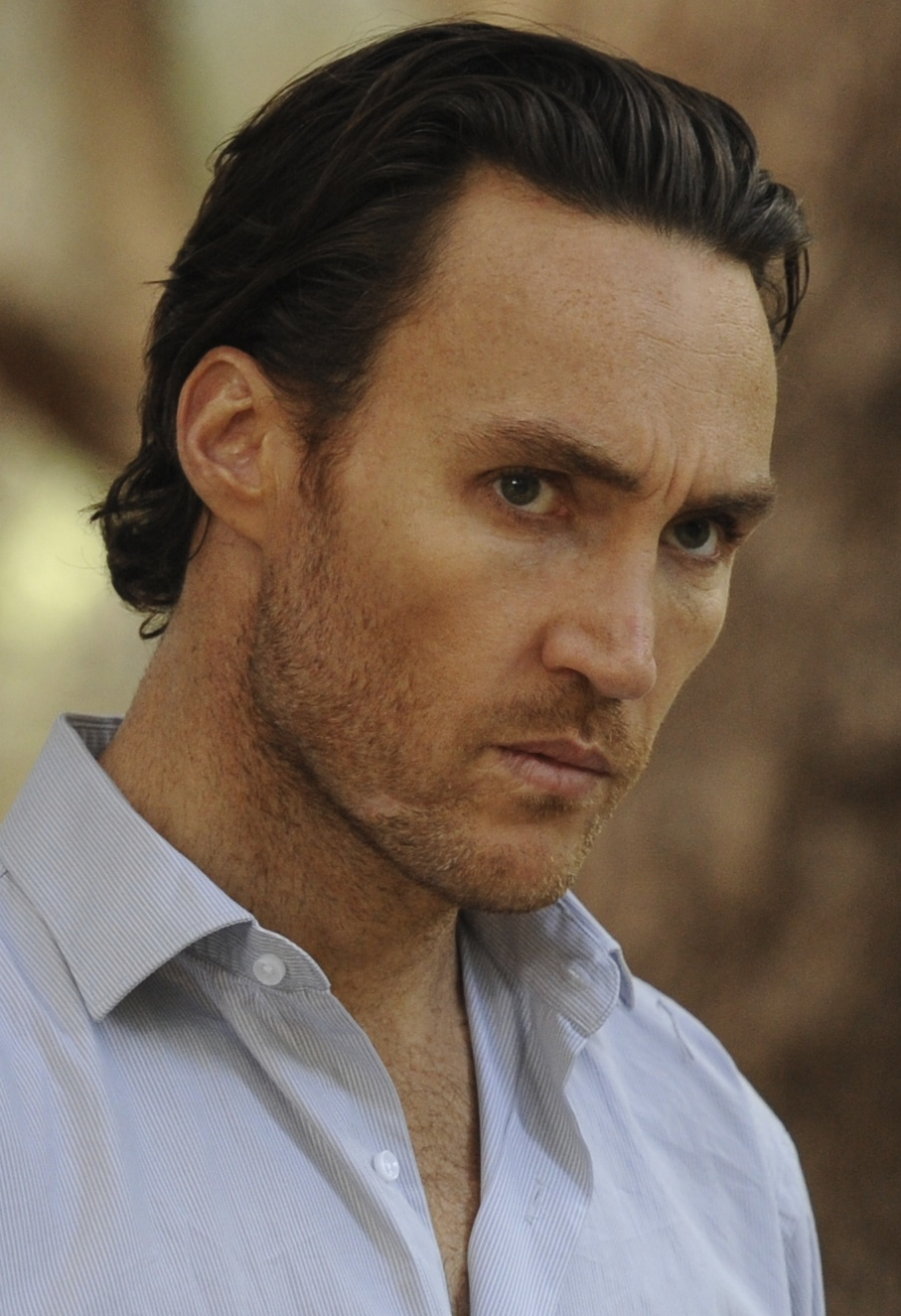
Mulvey nas filmagens de The Turning, 2013

- Heartbreak High (1994) (TV), como Bogdan Drazic (1996–1999)
- All Saints -- Judgement Day (1999), como Stewie Holder
- Code Red (2001) (TV)
- Head Start (2001), como Rodney 'Rod' Hunter (Ep. 14-17)
- BeastMaster (2001), como Rikko
- The Finder (2001) (TV), como Sam Natoli
- Thunderstruck (2004), como Sam
- Home and Away (2006–2007, 2008), como Johnny Cooper
- McLeod's Daughters (2007), como Mitch Wahlberg
- Sea Patrol (2007), como Horst Wenders
- Underbelly (2008), como Mark Moran
- Rush (2008–11), como Sergeant Brendan "Josh" Joshua.
- The Hunter (2011), como Red Fern hunter
- Bikie Wars: Brothers in Arms (2012), como Mark Anthony 'Snoddy' Spencer
- Zero Dark Thirty (2012), como Saber
- 300: Rise of an Empire (2014), como Scyllias
- Captain America: The Winter Soldier (2014), como Jack Rollins
- Kill Me Three Times (2014)
- Miss Meadows (2014), como Skylar
- Batman v Superman: Dawn of Justice (2016), como Anatoli Knyazev / KG Besta
- Avengers: Endgame (2019), como Jack Rollins
- Till Death (2021)[3]